# Zimowe piosenki
Zimowe piosenki – świąteczny album Andrzeja Piasecznego oraz Seweryna Krajewskiego, wydany 13 listopada 2012 roku przez wytwórnię płytową Sony Music Entertainment Poland. Album zawiera 10 piosenek, a jego pierwszym singlem został utwór „Wielkie świąteczne całowanie”. 
Album dotarł do 1. miejsca listy OLiS i uzyskał status platynowej płyty w dniu premiery.

## Lista utworów
Opracowano na podstawie materiału źródłowego.
1. „Wielkie świąteczne całowanie” – 3:53
2. „Kochajmy się zimą” – 3:50
3. „Cichej spokojnej nocy” – 3:54
4. „Pastorałka największych przyjaciół” – 4:15
5. „Kołysanka pierwszej radości” – 3:28
6. „Wiatr do drogi” – 4:36
7. „Choinka naszych pragnień” – 3:57
8. „Święta w sercach” – 3:42
9. „Zwykły Nowy Rok” – 3:41
10. „Śpij spokojnie mój świecie” – 3:17